# Äskebäck
Äskebäck eller Eskebäck är en by i närheten av samhället Fagerhult i Högsby kommun. Den är vackert belägen vid sjön Välens strand. Gränsar till byarna Soläng och Välsnäs.